# 上海儿童医学中心站
上海儿童医学中心站（原先车厢内广播称作儿童医学中心）位于中华人民共和国上海市浦东新区东方路与北园路交叉口上海儿童医学中心附近，是上海地铁6号线的地铁车站，于2007年12月29日启用。车站以橙色作為佈置的主要色彩。

## 车站结构

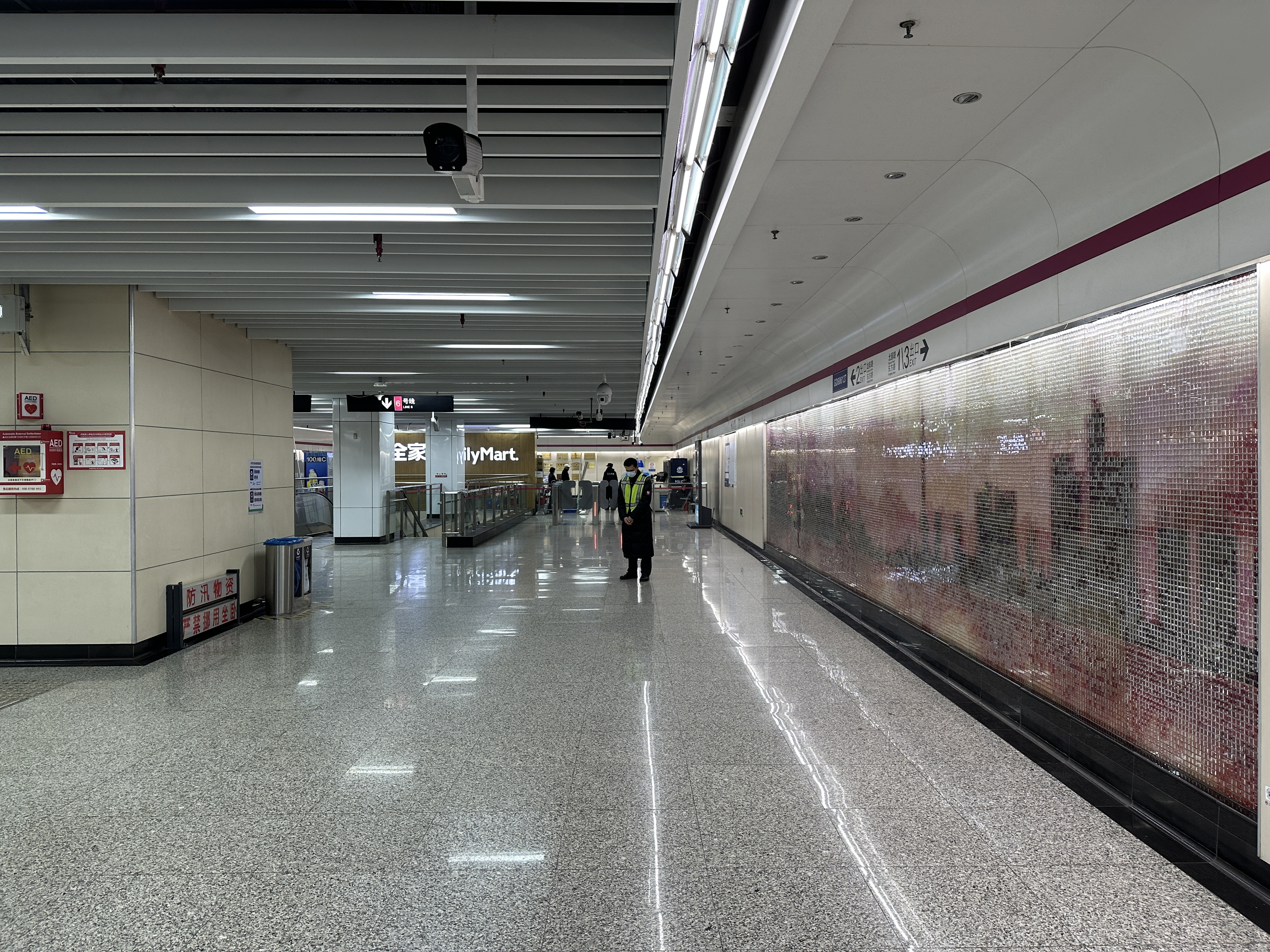
站厅

本站为地下二层岛式车站。
| 地面层   | 出入口             | 1-3出入口                          |  |  |
| 地下一层 | 站厅               | 票务服务、自动售票机、人工服务台   |  |  |
| 地下二层 |                    | █ 6号线 往东方体育中心（临沂新村） |  |  |
|          | 岛式站台，左侧开门 |                                    |  |  |
|          |                    | █ 6号线 往港城路（蓝村路）         |  |  |

## 车站出口
上海儿童医学中心站共设4个出入口，各出入口如下所示：
| 出口编号            | 出口指示       | 照片 |
| ------------------- | -------------- | ---- |
| 1 · 出口 · （设有） | 东方路，北园路 |      |
| 2 · 出口            | 东方路，龙阳路 |      |
| 3 · 出口            | 东方路，北园路 |      |
| 图例： 设有         |                |      |

## 公交换乘
170、219、614、795、819、871、980、984、隧道九线

## 利用状况
由于临近本站的上海交通大学医学院附属上海儿童医学中心候诊时间很长，部分家长会陪同孩子在该站站厅候诊。为此，本站于2012年6月1日在距儿童医学中心最近的3号口设立儿童乐园，该区域有时也会举办科学普及教育活动。